# Marie Dorin Habert
Marie Dorin Habert (geboren als Marie Dorin), (Lyon, 19 juni 1986) is een voormalige Franse biatlete. In juni 2011 trouwde ze met voormalig Frans biatleet Loïs Habert. Ze vertegenwoordigde haar vaderland op de Olympische Winterspelen 2010 in Vancouver en op de Olympische Winterspelen 2014 in Sotsji.

## Carrière
Dorin maakte haar wereldbekerdebuut in november 2007 in Kontiolahti, een jaar later scoorde ze in Östersund haar eerste wereldbekerpunten. Op de wereldkampioenschappen biatlon 2009 in Pyeongchang was de achttiende plaats op de achtervolging haar beste resultaat, samen met Marie-Laure Brunet, Sylvie Becaert en Sandrine Bailly sleepte ze de bronzen medaille in de wacht op de estafette. Na het WK bereikte ze in Trondheim voor de eerste maal de beste tien in een wereldbekerwedstrijd, bij de voorlaatste wedstrijd, in Chanty-Mansiejsk, stond de Française voor de eerste maal in haar carrière op het podium van een wereldbekerwedstrijd. Tijdens de Olympische Winterspelen van 2010 in Vancouver veroverde Dorin de bronzen medaille op de sprint, daarnaast eindigde ze als zestiende op de massastart en als zeventiende op de achtervolging. Op de estafette legde ze samen met Marie-Laure Brunet, Sylvie Becaert en Sandrine Bailly beslag op de zilveren medaille. Op de wereldkampioenschappen van 2011 won ze zilver met de vrouwenestafette en brons met de gemengde estafette.
Tijdens de wereldkampioenschappen biatlon 2012 in Ruhpolding behaalde ze opnieuw zilver op het estafettenummer, op de wereldkampioenschappen biatlon 2013 behaalde ze zilver op de gemengde estafette. In 2014 kwalificeerde Dorin zich een tweede keer voor de Olympische Winterspelen. Haar beste resultaat was een 14e plaats op de 10 km achtervolging. Samen met Anaïs Bescond, Jean-Guillaume Béatrix en Martin Fourcade eindigde ze 6e op de gemengde estafette.
Op de wereldkampioenschappen biatlon 2015 in Kontiolahti behaalde Dorin twee wereldtitels: zowel op de 10 km achtervolging als de 7,5 km sprint was ze de beste. Samen met Anaïs Bescond, Enora Latuillière en Justine Braisaz behaalde ze zilver op het estafettenummer. In de gemengde estafette won Dorin samen met Anaïs Bescond, Jean-Guillaume Béatrix en Martin Fourcade eveneens de zilveren medaille. Op 18 december 2015 won Dorin de wereldbekerwedstrijd op het sprintnummer in Pokljuka.

## Resultaten

### Olympische Spelen
| Jaar | Plaats    | Resultaten                                                                                                  |
| ---- | --------- | --- |
| 2010 | Vancouver | 51e 15 km individueel · 7,5 km sprint · 17e 10 km achtervolging · 16e 12,5 km massastart · 4x6 km estafette |
| 2014 | Sotsji    | 6e Gemengde estafette 14e 10 km achtervolging 20e 7,5 km sprint 39e 15 km individueel DNF 4×6 km estafette  |

### Wereldkampioenschappen
| Jaar | Plaats           | Resultaten |
| ---- | ---------------- | --- |
| 2009 | Pyeongchang      | 33e 15 km individueel · 42e 7,5 km sprint · 18e 10 km achtervolging · 4x6 km estafette                                                |
| 2011 | Chanty-Mansiejsk | 6e 15 km individueel · 8e 7,5 km sprint · 15e 10 km achtervolging · 8e 12,5 km massastart · 4x6 km estafette · gemengde estafette     |
| 2012 | Ruhpolding       | 4x6 km estafette · 4e 15 km individueel · 6e 12,5 km massastart · 9e 7,5 km sprint · 9e 10 km achtervolging · 11e gemengde estafette  |
| 2013 | Nové Město       | Gemengde estafette · 6e 4x6 km estafette · 9e 12,5 km massastart · 9e 15 km individueel · 18e 7,5 km sprint · 16e 10 km achtervolging |
| 2015 | Kontiolahti      | 10 km achtervolging · 7,5 km sprint · 4x6 km estafette · gemengde estafette · 8e 12,5 km massastart                                   |
| 2016 | Oslo             | gemengde estafette · 7,5 km sprint · 10 km achtervolging · 15 km individueel · 4x6 km estafette · 12,5 km massastart                  |

### Wereldbeker
Eindklasseringen
| Seizoen   | Algemeen | Individueel | Sprint | Achtervolging | Massastart |
| --------- | -------- | ----------- | ------ | ------------- | ---------- |
| 2008/2009 | 28e      | 53e         | 31e    | 17e           | 30e        |
| 2009/2010 | 17e      | 34e         | 14e    | 18e           | 19e        |
| 2010/2011 | 7e       | 10e         | 10e    | 7e            | 8e         |
| 2011/2012 | 9e       | 7e          | 13e    | 9e            | 8e         |
| 2012/2013 | 4e       | 11e         | 4e     | Brons         | 4e         |
| 2013/2014 | 35e      | -           | 44e    | 32e           | 24e        |
| 2014/2015 | 15e      | 39e         | 11e    | 13e           | 16e        |
| 2015/2016 | Zilver   | Zilver      | Zilver | Brons         | Zilver     |
| 2016/2017 | 4e       | 13e         | 4e     | 4e            | 6e         |
| 2017/2018 | 26e      | -           | 19e    | 15e           | 30e        |

Wereldbekerzeges
| Nr.         | Seizoen     | Datum            | Plaats           | Onderdeel                 |
| Individueel | Individueel | Individueel      | Individueel      | Individueel               |
| ----------- | ----------- | ---------------- | ---------------- | ------------------------- |
| 1.          | 2014/2015   | 7 maart 2015     | Kontiolahti (WK) | 7,5 km sprint             |
| 2.          | 2014/2015   | 8 maart 2015     | Kontiolahti (WK) | 10 km achtervolging       |
| 3.          | 2015/2016   | 18 december 2015 | Pokljuka         | 7,5 km sprint             |
| 4.          | 2015/2016   | 9 maart 2016     | Oslo (WK)        | 15 km individueel         |
| 5.          | 2015/2016   | 13 maart 2016    | Oslo (WK)        | 12,5 km massastart        |
| 6.          | 2016/2017   | 3 december 2016  | Östersund        | 7,5 km sprint             |
| 7.          | 2016/2017   | 7 januari 2017   | Oberhof          | 10 km achtervolging       |
| Estafettes  |             |                  |                  |                           |
| 1.          | 2011/2012   | 21 januari 2012  | Antholz          | 4x6 km estafette          |
| 2.          | 2015/2016   | 24 januari 2016  | Antholz          | 4x6 estafette             |
| 3.          | 2015/2016   | 7 februari 2016  | Canmore          | Single gemengde estafette |
| 4.          | 2015/2016   | 3 maart 2016     | Oslo (WK)        | Gemengde estafette        |
| 5.          | 2016/2017   | 27 november 2016 | Östersund        | Single gemengde estafette |
| 6.          | 2016/2017   | 12 maart 2017    | Kontiolahti      | Gemengde estafette        |
| 7.          | 2017/2018   | 17 maart 2018    | Oslo             | 4x6 estafette             |